# Cycloferon
 (février 2025).
Le cycloféron, également connu sous le nom d'acétate de méglumine acridone, est un médicament immunomodulateur connu pour sa capacité à induire la production d'interférons, qui sont des protéines jouant un rôle très important dans la réponse immunitaire contre les infections virales. Il est principalement utilisé dans le traitement et la prévention de diverses infections virales, notamment la grippe et les infections virales respiratoires aiguës, ainsi que dans la gestion d’affections telles que le VIH et les infections par l’herpès.

## Mécanisme d'action
Le cycloféron stimule la production d'interférons endogènes, en particulier des types 1 et 2, qui jouent un rôle clé dans la défense de l'organisme contre les virus. En favorisant leur synthèse, il renforce la réponse immunitaire, aidant ainsi à combattre les infections virales tout en atténuant la gravité et la durée des symptômes,,.

## Efficacité clinique
Plusieurs études ont démontré l’efficacité clinique du cycloféron dans le traitement des infections virales. Dans le contexte des infections respiratoires, il a été démontré que le cycloféron réduit significativement la durée et l'intensité des symptômes tels que la fièvre et diminue l'incidence des complications comme la pneumonie. Dans une revue systématique et une méta-analyse, il a été constaté que le cycloféron augmentait les chances de guérison et réduisait de 25 % la fréquence des exacerbations récurrentes dans les maladies otorhinolaryngologiques. De plus, son utilisation chez les enfants et les adultes atteints de maladies respiratoires virales a été associée à une augmentation de plus de cinq fois de la probabilité d’éviter des conséquences graves de la maladie.

## Applications dans d’autres infections
Au-delà des infections respiratoires, le cycloféron a été utilisé efficacement dans le traitement des infections par le VIH et l’herpès. Des études indiquent que le cycloféron peut multiplier par trois le nombre d'atteintes d'une rémission stable et réduire la fréquence des exacerbations par rapport aux thérapies de base. Il a également été utilisé dans la gestion des maladies gynécologiques inflammatoires associées aux virus, avec une efficacité clinique rapportée de 79 %.